# Patrick O'Reilly
Pour les articles homonymes, voir O'Reilly.
Patrick O'Reilly, né le 19 mai 1900 à Saint-Mihiel (Meuse) et mort le 6 août 1988 à Paris 14e, est un prêtre, religieux mariste et ethnologue français, chargé de l’organisation du Musée Gauguin à Tahiti. Il est l’auteur de centaines d’ouvrages sur le Pacifique, qui constituent encore aujourd’hui l’une des principales sources d’information des océanistes.

## Biographie
Patrick Georges Marie est le fils d'André Marie Laurent Farell O'Reilly (1857-1914), chef de bataillon, et de Jeanne Marie Joséphine Gautier (1867-1948). Le jeune garçon fait ses études dans des établissements religieux du Havre et de Saintes.
Il poursuit ses études supérieures à la Sorbonne puis à l’École pratique des hautes études. Il est diplômé de l’Institut d'ethnologie de Paris.
En 1922, il entre dans la congrégation des pères maristes. Il est ordonné prêtre en 1928. Il est aumônier de la Réunion des étudiants catholiques de 1930 à 1975. Dans ces fonctions, il rencontre un certain nombre d'étudiants appelés à un avenir prometteur, notamment François Mitterrand dont il resta un confident jusqu'à la fin de ses jours. Il suit les cours de l’École du Louvre.
Plusieurs missions ethnologiques vont lui permettre de déployer ses talents en tant qu’ethnologue spécialiste de l’Océanie : de 1936 à 1937, il est chargé d'une importante mission du CNRS (elle sera suivie de deux autres, en 1949 et 1953, qui seront des initiatives individuelles). C'est au cours d'une de ces missions qu'il rencontre Hermano Somuk sur l'île de Bougainville. Il l'encourage à s'exprimer par le dessin. De retour à Paris O Reilly organise une exposition de ces dessins qui rencontre un certain succès. Jean Dubuffet acquiert quelques-unes de ces œuvres. Somuk décédera en 1965 et sera oublié jusqu'à ce que le Musée du Quai Branly lui consacre une exposition en 2020.
Désigné comme secrétaire général de la Société des océanistes avec l'accord de Maurice Leenhardt à l'automne 1944, il remplira cette charge jusqu'en 1973.
En 1964, il est chargé de l’organisation du musée Gauguin à Tahiti dont il a pris l'initiative, soutenu par la Fondation Singer-Polignac, puis en 1973, de l’organisation de la section historique du Musée de Tahiti et des Îles. Il se passionne alors pour le travail de Vaiere Mara, sculpteur tahitien né à Rurutu en 1936, et lui consacre ses recherches du dimanche, qui aboutiront à la publication du Bois légendaires de Mara, sculpteur tahitien, en 1979.
Malade, mis à la retraite, Patrick O'Reilly meurt le 6 août 1988 dans le 14e arrondissement de Paris.
La correspondance d'Odette Teissier du Cros, son amie et confidente, est aujourd'hui déposée dans les archives de l'Académie des Hauts Cantons.

## Décoration
- Chevalier de la Légion d'honneur

## Distinctions
- Membre de la Société des océanistes (1945)
- Membre de l’Académie des sciences d'outre-mer (1956)

## Œuvre
- Patrick O'Reilly, Mon ami Gilbert l'Africain, Dijon, Darantière, 1942, 165 p. [sur Gilbert Vieillard]
- Patrick O'Reilly, Art mélanésien: Somuk, Hikot, Tsumomok, Tsimès, Ketanon. 1951. Nouvelles éditions latines. 43 p.
- Patrick O'Reilly, Pèlerin du ciel, François Luneau : soldat nantais et missionnaire calédonien, 1890-1950, Paris, Alsatia, 239 p.
- Patrick O'Reilly, Calédoniens. Répertoire bio-bibliographique de la Nouvelle-Calédonie, Paris, Société des océanistes (PSO no 3), 1953.
- Patrick O'Reilly, Bibliographie méthodique, analytique et critique de la Nouvelle-Calédonie, Paris, Société des océanistes (PSO no 4), 1955.
- Patrick O'Reilly, Tahitiens : répertoire biographique de la Polynésie française, Paris, Musée de l'Homme, Société des océanistes (PSO no 36), 1962 et 1975.
- Édouard Reitman et Patrick O’Reilly, Bibliographie méthodique, analytique et critique de Tahiti et de la Polynésie française, PSO, 1967.
- Patrick O’Reilly, Centenaire de la carte postale (1871-1970) : histoire de la carte postale administrative en France, Paris, Le Vieux papier, 1970.
- Patrick O’Reilly et Hugh Laracy, Bibliographie des ouvrages publiés par la mission mariste des îles Salomon, PSO, 1972.
- Allan Hanson et Patrick O’Reilly, Bibliographie de Rapa (Polynésie française), PSO, 1973.
- Patrick O'Reilly, Bois légendaires de Mara, sculpteur tahitien, Hachette Pacifique, 1979.
- Patrick O'Reilly, Carnet de route océanien, avec un appareil de notes de Jean Guiart, dont certaines de Mgr Michel Coppenrath, Nouméa, Le Rocher-à-la-Voile, 2012, 223 p.